# Kägleholms slott
Kägleholm är en slottsruin i Örebro kommun i Närke på ön Kägleholm i sjön Väringen, norr om Hjälmaren på gränsen mellan Närke och Västmanland. Slottet eldhärjades 1712, grundmurarna återstod, och en intakt del av norra flygeln. Numera har ruinen ett skyddade tak. Flygeln är idag privatbostad. Tidigare användes den som bland annat skola.

## Historik
Bosättningar i området fanns redan på 500–600-talen, vilket resterna av två fornborgar vittnar om. Gården hette från början Tuna, ägdes av lagskrivaren i Västergötland, riddaren Gudmar Magnusson (Ulvåsaätten), svärfar till Heliga Birgitta. För 600 mark örtug sålde Bengt Skrivare och hans hustru Karin Tuna, Bäriga och sex torpestäder och en kvarn till Gustav Vasa år 1541. Tuna kungsgård blev ett säteri och Gustav Vasa och hans gårdsfogde Anders Eriksson namnsatte ön till Kägleholm. Under kommande tioårsperiod överläts Kägleholms säteri till konungens maka Margareta Leijonhufvud, genom byte med brodern, Sten Eriksson Leijonhufvud och dennes gemål, Ebba Månsdotter Lilliehöök till ägarskap 1551. Sten Eriksson Leijonhufvud skrev sig till Gräfsnäs, Upplo och Kägleholm. Mellan 1549 och 1561 var Kägleholm centrum i ett fögderi som omfattade gården och hela Glanshammars härad, och benämndes Kägleholms län.
Kägleholm tillföll Ebba Månsdotter Lilliehöök vid makens frånfälle 1568. 1601 gavs Kägleholm till sonen Mauritz Stensson Leijonhufvud och dennes gemål, Amalia von Hatzfeld. Vid Mauritz bortgång 1610 ärvde makan Amalia, säteriet. Nästa ägare blev deras dotter Ebba Mauritzdotter Lewenhaupt (Ebba Leijonhufvud), 1628, tillsammans med förste maken, Svante Sture, och andre maken Claes Horn af Kanckas. 1645 donerade Ebba Lewenhaupt till Ödeby kyrka en vinkanna i silver, märkt med hennes och hennes makars initialer och vapen. Hon var en svensk hovmästarinna och donator, grevinna till Raseborg, fru till bland annat Kägleholm, Eksjöhovgård och Tullgarns slott. Arvtagare till Ebba Mauritzdotter blev svärsonen, riksrådet greve Johan Axelsson Oxenstierna av Södermöre.
1654, övertog hennes kusin, Ebba Brahe tillsammans med maken Jacob De la Gardie Kägleholm.
Sonen Magnus Gabriel De la Gardie inträdde 1675–1686 som ägare efter sin mor Ebba Brahe. Slottet och kyrkan färdigställdes till 1680. Den som ledde byggnadsarbetena på platsen var konduktören Olov Falk som också kunde upprätta byggnadsritningar. Man utgick från den befintliga huskroppen som kompletterades med två torn samt en stor förborg med en bred altan i portlängan. Ritningarna utarbetades av Falk men omarbetades väsentligt av den kunglige arkitekten Nicodemus Tessin d.ä., Efter hans ritningar byggdes huvudbyggnadens torn medan borggårdens tornlanterniner ersattes av skorstenspipor, vilket framgår av de bevarade uppmätningsritningarna i Nationalmuseum.
Slottet brann som nämnts ner 1712 och övergavs sedan. Ett moderniseringsförslag från 1700-talets mitt uppgjordes men egentligen fanns det inget behov av denna stora slottsanläggning, ett öde som Kägleholm delar med främst Borgholm men även enskilda herresäten som Brahehus, Stjärnorp med flera.
Sedan 2015 förvaltas de kvarvarande slottslämningarna av Statens fastighetsverk.

## Bilder

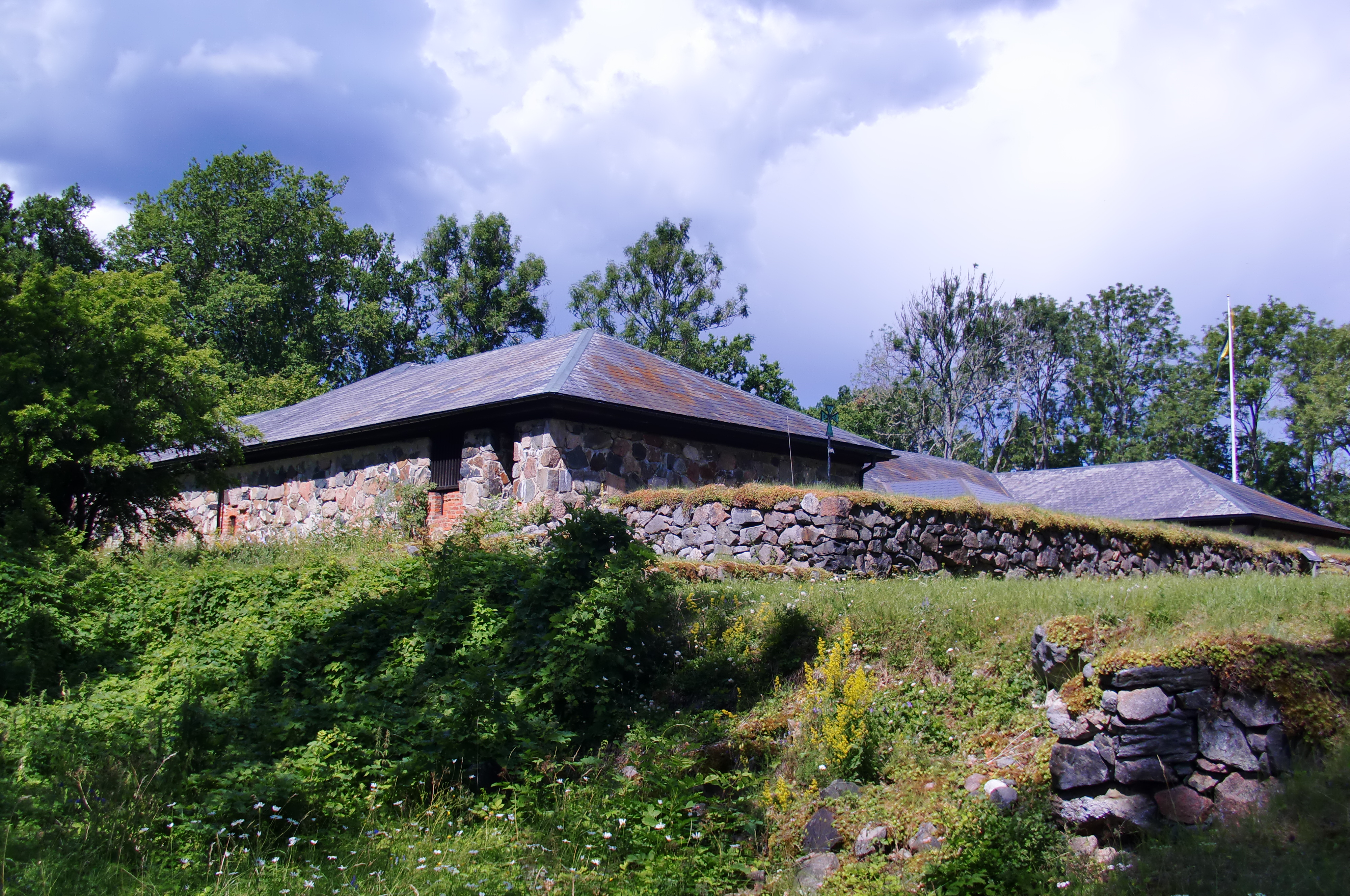
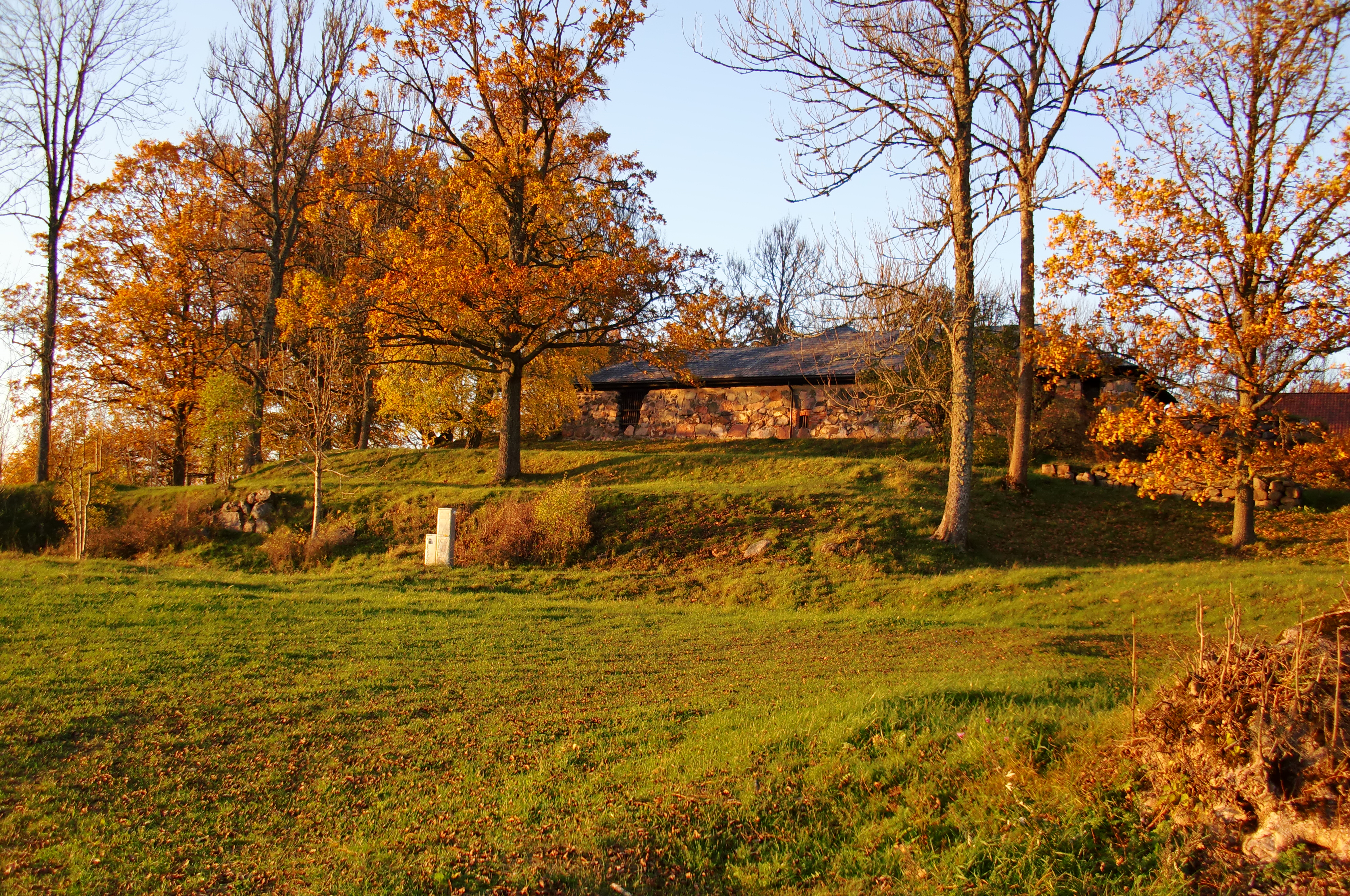